# 日本を明るくする会
日本を明るくする会（にっぽんをあかるくするかい）は、日本の議員集団。第46回衆議院議員総選挙で初当選した自由民主党の衆議院議員らで構成されている。

## 概要
2012年12月の第46回衆議院議員総選挙で初当選した自由民主党の議員により、結成された。この会は、新人議員同士がお互いに情報を交換し合うことを目的としている。
名称の由来は、最初の会合に集まった議員5人の頭髪が、いずれも薄かったことに因んでいる。会長には5人の中で最年長の八木哲也が就任した。それ以来、新人議員の勧誘を続けているが、2013年10月16日時点で参加者が10名に達しており、結成から一年にも満たないうちに参加者数が倍増している。また、衆議院副議長などを歴任したベテラン議員の衛藤征士郎を、相談役として迎え入れている。
2024年10月の第50回衆議院議員総選挙で会長の八木、相談役の衛藤が落選。産経新聞によれば会長の後継人事も決まったという。

## 活動
会長の八木哲也は「当選を重ね、重責を担うポストに就き、実績と経験を積んでいって初めて、日本を明るくできる。応援演説にお互いが出向いたりして、助け合っていきたい」と述べており、選挙での応援演説で協力し合うなど、従来の派閥の互助会的な機能も果たそうと試みている。「日本を明るくする会」と大書し、下部に禿げ頭をあしらったオリジナルの幟も作成し、メンバーの街頭演説などで活用されている。また、総務大臣などを歴任したベテラン議員の菅義偉を会合に招くなど、活発な活動を展開している。ただ、会長の八木は「これは派閥ではない」と発言しており、派閥化するようなことはないとしている。あくまで頭髪など容姿に共通点を持つ者が集まった会であり、政治思想が一致する者の集まりではないとしている。
また、会の結成を知った知人からは、メンバーに対して、國稀酒造の日本酒が届けられているという。これは、國稀酒造が所在する北海道増毛郡増毛町に、「増毛」という文字が含まれているためである。

## 参加資格
参加条件を設けたきっかけ
第44回衆議院議員総選挙で初当選した新人議員が無条件で集まった83会とは異なり、頭髪の薄い新人議員によって結成された異色の会である。ただ、当初は、頭髪の薄さを参加条件として掲げていたわけではなかった。新人議員らに広く参加を呼び掛けたものの、最初の会合には参加者がわずか5名しか集まらず、その5名の頭髪の状況が一致したことが発端である。頭髪が薄い新人議員ばかりが集まったのは偶然であったが、「たまたまとしない方がインパクトあふれる」との理由から、頭髪の薄い新人議員の会となった。
鬘を装用する者の入会の是非
ただ、鬘を装用している議員に対しては、どのような対応をとるのか態度を留保している。『みわちゃんねる突撃永田町!!』にて佐野美和から「ズラの人はどうなっちゃうんですか?」と質問された際、会長の八木哲也は「まだね、ちょっと、誰がズラだかちょっとわからない」と回答しており、まだ鬘の装用者を見抜けていないため、具体的な対応策についても未定であることを明かしている。
堀井学は2022年から元々のスキンヘッドに加えて、鬘を被った姿でも衆院本会議等の公式行事に参加しており、鬘の本格的使用にあたって会に対して退会届を提出したものの、保留扱いとなっている。
頭髪の判定基準
衆議院議員の小松裕は「私も、少し薄くなっていることを認定されて準会員にしていただきました」と述べており、頭髪が少し薄くなり始めた程度の状態であっても入会が認められている。また、衆議院議員の冨樫博之については、頭髪が薄いとはいえないものの、誘われて途中参加している。これは、冨樫の出身地である秋田県では民俗行事として「なまはげ」が知られていることから、それに因んで「秋田県のナマハゲのハゲと言う事での参加」だと説明している。また、衆議院議員の中村裕之についても、頭髪が薄いとはいえないものの入会が認められている。これは、中村が「私の選挙区の小樽には、毛無山という山があって、天気の良い日は石狩湾超しに増毛が見えます」と説明したところ、他のメンバーらから受け入れられたためである。そのため、頭髪の薄さは参加の必須条件ではなく、柔軟に運用されている。一方で、衆議院経済産業委員会の審議の席上、八木哲也が日本を明るくする会の活動に言及し、参加議員について「カミに見放されても明るく元気に日本を明るくしようというメンバーばかり」だと紹介した後、委員会審議に出席していた経済産業大臣の茂木敏充の頭髪に目をやり「残念ながら、一見して茂木大臣はメンバーになる資格がございません」と述べた。
2020年11月には「曾祖父が薄毛」という理由で小泉進次郎が入会している。

## 参加議員
- 津島淳[13]
- 冨樫博之[8]
- 中村裕之[13]
- 根本幸典[13]（事務局長）
- 小泉進次郎[12]
- 比嘉奈津美[13]

## 参加していた議員
- 宮崎謙介（2016年に議員辞職）
- 勝沼栄明（2017年に落選）[13]
- 木内均（2017年に落選）[13]
- 小松裕（2021年に落選）[10]
- 宮澤博行（幹事長・2024年に議員辞職）[13]
- 堀井学（退会届提出→扱い保留・2024年に議員辞職）[4]
- 衛藤征士郎[5]（相談役・2024年に落選）
- 八木哲也[3]（初代会長・2024年に落選）

## 関係する人物の頭髪の状況

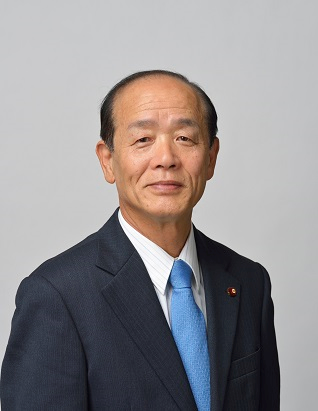
八木哲也（会長）
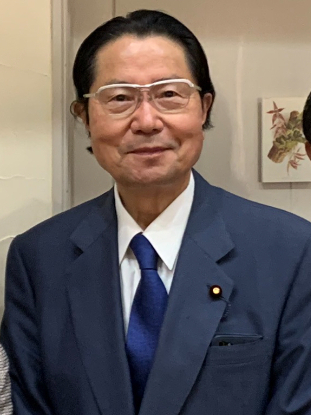
衛藤征士郎（相談役）
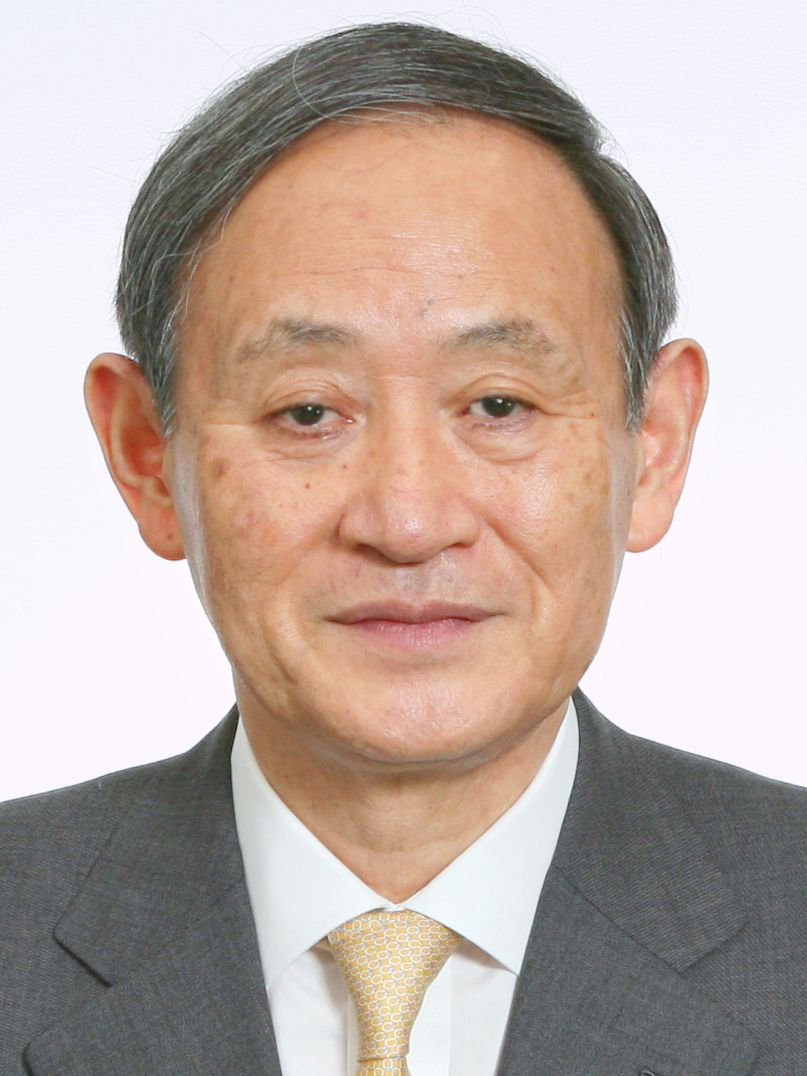
菅義偉（名誉総裁）
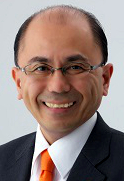
根本幸典（事務局長）
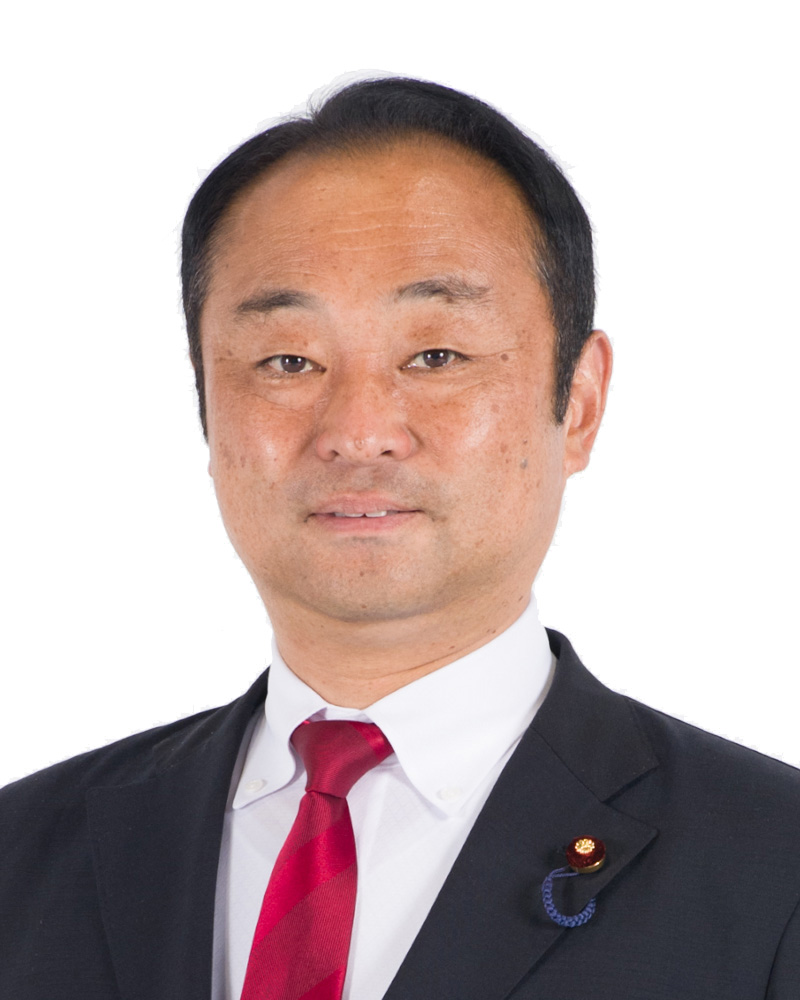
宮澤博行（幹事長）
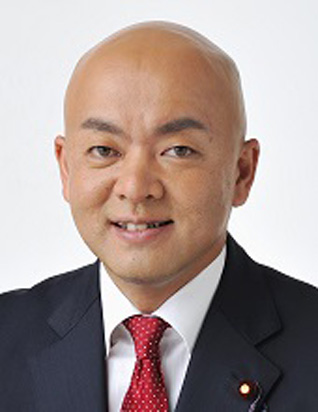
堀井学（鬘非着用時）
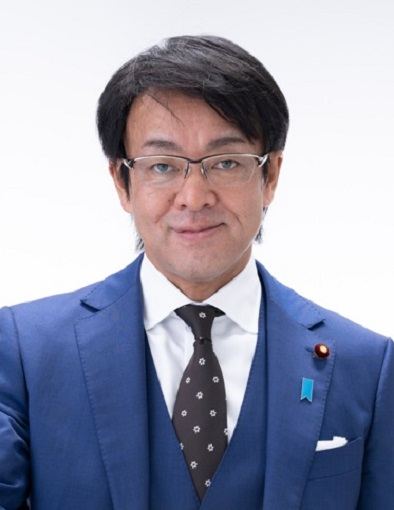
堀井学（鬘着用時）

- 衛藤征士郎は第46回衆議院議員総選挙の初当選組ではないが、相談役に就任している[5]。
- 菅義偉は所属議員ではないが、会合に来賓として招かれている[5]。菅は名誉総裁に就任している。